# Ludwig Sexl
Ludwig Sexl (* 24. Februar 1904 in Wien; † 18. April 1964 ebenda) war ein österreichischer Politiker (ÖVP) und Kaufmann. Sexl war verheiratet und von 1960 bis 1964 Abgeordneter zum Burgenländischen Landtag.
Sexl wurde als Sohn des Beamten Theodor Sexl aus Wien geboren und besuchte nach der Volksschule ein Gymnasium in Wien, an dem er 1922 die Matura ablegte. Er war danach als kaufmännischer Angestellter tätig und machte sich 1937 als Inhaber einer Buch- und Papierhandlung sowie einer Druckerei selbständig, die jedoch 1940 geschlossen wurde. Zudem war Sexl Inhaber der „Burgenländischen Verlagsanstalt der Brüder Sexl“ in Eisenstadt. Sexl diente zwischen 1940 und 1945 in der Wehrmacht.
Nach dem Ende des Zweiten Weltkriegs führte Sexl seine Buch- und Papierhandlung weiter und baute sie auf zwei Filialen aus. Er engagierte sich daneben als Mitglied des Wirtschaftsbundes und fungierte zwischen 1955 und 1961 als dessen Landesobmann-Stellvertreter. Zudem war er Eisenstädter Gemeinderat und ab 1950 Vizebürgermeister. Sexl, der 1957 zum Kommerzialrat ernannt wurde, war des Weiteren von 1953 bis 1964 als Vizepräsident der Burgenländischen Handelskammer aktiv und war zudem 2. Obmann der Burgenländischen Gebietskrankenkasse. Er vertrat die ÖVP zwischen dem 21. September 1960 und dem 17. April 1964 im Burgenländischen Landtag.